# Cistitis
La cistitis és una inflamació, gairebé sempre una infecció, de la bufeta urinària. La condició afecta amb més freqüència les dones, però pot afectar ambdós sexes i de totes les edats.

## Causes, incidència i factors de risc
La cistitis es produeix quan el tracte urinari inferior, normalment estèril (uretra i bufeta urinària) s'infecten amb bacteris i s'irrita i s'inflama. És molt comú.
La condició afecta sovint a dones sexualment actives d'entre 20 i 50, però també pot passar en les que no són sexualment actives i en les nenes. Els adults grans també estan en alt risc de desenvolupar cistitis, amb una incidència molt més gran que en persones més joves.
La cistitis és poc comuna en els homes. Les dones són més propenses al desenvolupament de cistitis perquè a la seva uretra, relativament curta, els bacteris no han de viatjar tant per entrar a la bufeta, i a causa de la distància relativament curta entre l'obertura de la uretra i l'anus. No obstant això no és una malaltia exclusivament femenina.
Més del 85% dels casos de cistitis són causades per Escherichia coli (E. coli), un bacteri que es troba en el tracte gastrointestinal baix. Les relacions sexuals poden augmentar el risc de cistitis perquè els bacteris poden introduir-se en la bufeta a través de la uretra durant l'activitat sexual. Una vegada que els bacteris entren a la bufeta, normalment són eliminats per l'orina. Però quan els bacteris es multipliquen més de pressa del que s'eliminen per l'orina, els resultats és la infecció.
Riscos per a la cistitis són l'obstrucció de la uretra amb l'estancament resultant de l'orina, la inserció d'instruments en les vies urinàries (com cateterisme o cistoscòpia), l'embaràs, la diabetis mellitus, i una història de nefropatia analgèsica o nefropatia per reflux.
Els homes adults tenen un major risc de desenvolupar cistitis a causa del buidatge incomplet de la bufeta associat amb malalties com la hiperplàsia benigna de pròstata (HBP), prostatitis i estenosi uretral. A més, la manca de líquids adequats, la incontinència intestinal, la immobilitat o la disminució de la mobilitat i la col·locació en una llar d'avis són situacions que posen a les persones en major risc de cistitis.

## Símptomes
- Pressió a la part inferior de la pelvis
- Dolor en orinar (disúria)
- Micció freqüent (pol·laciúria), o necessitat urgent d'orinar (urgència urinària)
- Necessitat d'orinar durant la nit (nictúria, semblant al càncer de pròstata o HBP)
- Color o aspecte anormal de l'orina (tèrbola), semblant a una infecció del tracte urinari
- Sang a l'orina (hematúria) (semblant al càncer de bufeta)
- Olor de l'orina forta o desagradable

## Tractament
A causa del risc de la infecció es propagui als ronyons i causa de l'alta taxa de complicacions en la població d'edat avançada i en els diabètics, el tractament ràpid gairebé sempre és recomanable. Es recomana evitar la penetració vaginal fins que la infecció s'hagi resolt.
Es fa amb antibiòtics.

## Evolució
La majoria dels casos de cistitis són incòmodes però desapareixen sense complicacions després del tractament.

## Possibles complicacions
Infecció crònica o recurrent del tracte urinari.